# Užubaliai (okręg uciański)
Užubaliai – kolonia na Litwie, w okręgu uciańskim, w rejonie oniksztyńskim, w gminie Traupis. W 2011 roku była wyludniona.

## Historia
Według danych z 1923 roku folwark Zablocė obejmował 2 budynki zamieszkane przez 47 osób. Miejscowość otrzymała później status kolonii i została przemianowana na Užubaliai. W 1959 roku kolonia liczyła 13 mieszkańców, w 1970 roku – 10 mieszkańców, w 1979 roku – 8 mieszkańców. Od 1989 roku miejscowość była wyludniona.